# Orasjärv
Orasjärv är en sjö i Överkalix kommun i Norrbotten och ingår i Kalixälvens huvudavrinningsområde. Sjön har en area på 2,37 kvadratkilometer och ligger 65 meter över havet. Orasjärv ligger i Torne och Kalix älvsystem Natura 2000-område. Sjön avvattnas av vattendraget Tvärån (Lansån).

## Delavrinningsområde
Orasjärv ingår i det delavrinningsområde (738951-180022) som SMHI kallar för Utloppet av Orasjärv. Medelhöjden är 84 meter över havet och ytan är 17,71 kvadratkilometer. Räknas de 125 avrinningsområdena uppströms in blir den ackumulerade arean 2 444,78 kvadratkilometer. Tvärån (Lansån) som avvattnar avrinningsområdet har biflödesordning 3, vilket innebär att vattnet flödar genom totalt 3 vattendrag innan det når havet efter 92 kilometer. Avrinningsområdet består mestadels av skog (70 procent). Avrinningsområdet har 2,51 kvadratkilometer vattenytor vilket ger det en sjöprocent på 14,2 procent.